# Postamt Plau am See

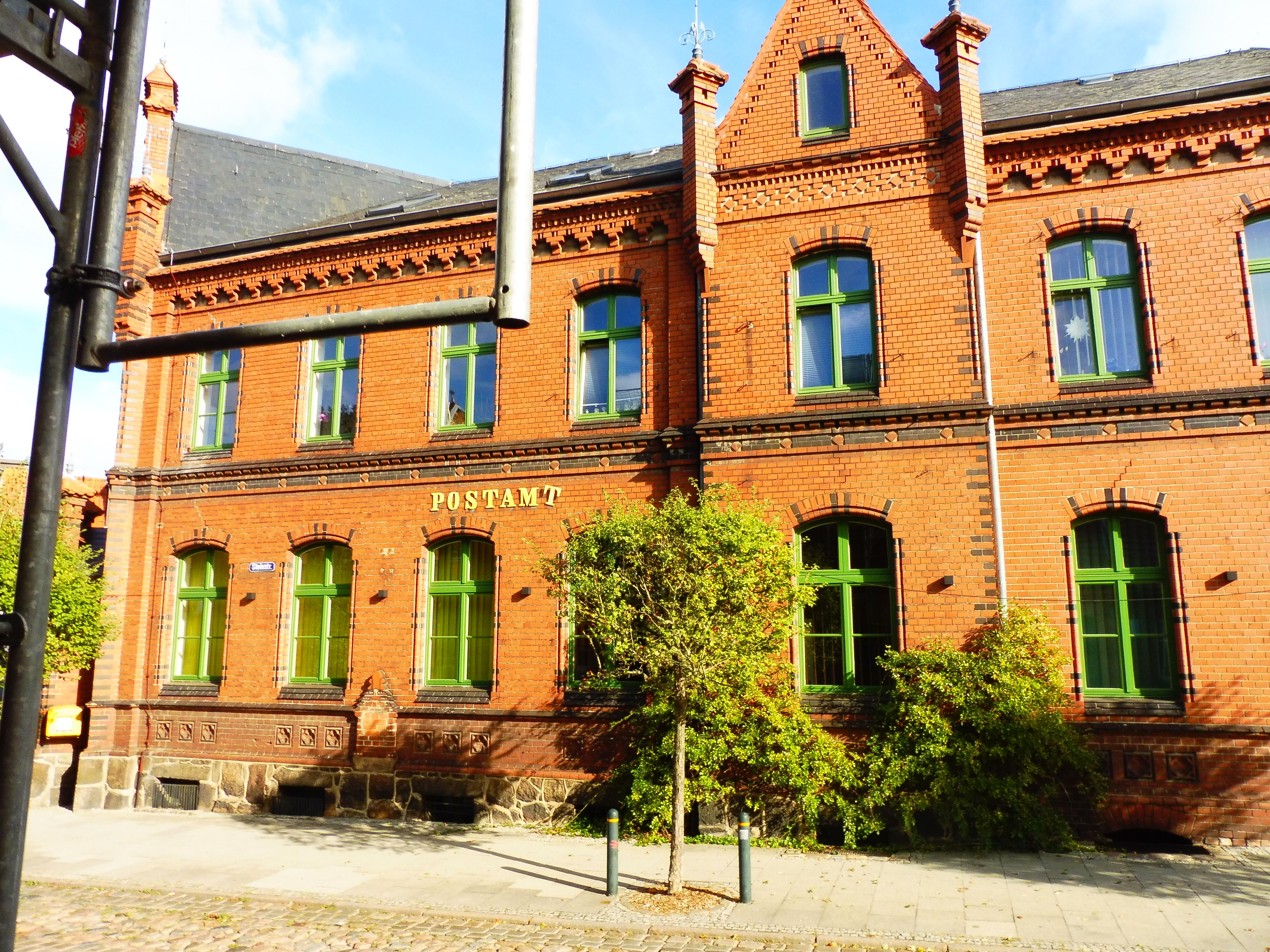
Ehem. Kaiserliche Post in Plau am See

Das ehemalige Postamt in Plau am See (Mecklenburg-Vorpommern), Steinstraße 70, Ecke Schulstraße, wurde im 19. Jahrhundert gebaut. Heute befinden sich hier eine Arztpraxis und Wohnungen.
Das Gebäude steht unter Denkmalschutz.

## Geschichte
Plau am See ist im 13. Jahrhundert entstanden und wurde 1235 erstmals als Stadt erwähnt.
Um 1680 gab es eine privatisierte (Pächter) Fahrpost von Güstrow nach Plau und Berlin sowie nach Parchim. Seit 1703 bestand eine Landespost mit Hauptpostkontor in Schwerin, u. a. mit dem Distrikt Güstrow, ab 1810 Ober-Postamt, das für Plau zuständig war. Die Postmeisterstelle in Plau nahmen unter anderem bis 1807 Carl Georg Rosenow (1741–1807), bis 1821 Carl Friedrich Schnell (1758–1821) und ab 1826 sein Sohn Carl Christoph Schnell (1801–1876) ein. In Plau gab es ab 1821 auf dem Gewölbekeller des ehemaligen Zeughauses der Burg das Amts- und Postmeisterhaus. Von dieser Poststation wurden 1831 tägliche Postlinien nach Krakow am See, Malchow, Meyenburg und Parchim gefahren von sechs Postillonen und 16 Postpferden. Neue Stallungen und Scheunen ergänzten die Station, die hier bis 1883 bestand.
Im Norddeutschen Bund von 1866 wurde ab 1868 das Post- und Telegraphenwesen von einer zentralen Bundbehörde verwaltet. Nach der Gründung des Deutschen Reiches von 1871 wurde bis 1919 das Postwesen von der kaiserlichen Reichspost wahrgenommen. In Mecklenburg entstanden kaiserliche Postämter der I. und II. Klasse.
Das zweigeschossige verklinkerte historisierende Gebäude aus der Gründerzeit mit einem Satteldach über einem stark verzierten Gesims, den prägenden Giebelrisaliten an der Ecke mit dem Portal und der Hauptseite, den eckbetonenden Fialen, einem hohen Sockelgeschoss sowie den Segmentbögen über Fenstern und Tür wurde am 1. April 1887 als Kaiserliches Postamt eröffnet. Zeitgleich wurde das Telegraphenamt integriert. Über dem Eingang befand sich das Kaiserliche Wappen und eine Uhr. 1900 wurde das Gebäude nach rechts um zwei Achsen erweitert.
In dem sanierten und umgebauten Haus befinden sich eine Arztpraxis und Wohnungen.